# (190617) Alexandergerst
(190617) Alexandergerst est un astéroïde de la ceinture principale.

## Description
(190617) Alexandergerst est un astéroïde de la ceinture principale. Il fut découvert le 19 novembre 2000 à Drebach par Jens Kandler. Il présente une orbite caractérisée par un demi-grand axe de 2,56 UA, une excentricité de 0,29 et une inclinaison de 4,5° par rapport à l'écliptique.

## Compléments